# Koumeika
Das Dorf Koumeika (griechisch Κουμαίικα (n. pl.)) liegt im Süden der griechischen Insel Samos auf etwa 140 m Höhe. Koumeika hat einschließlich der zugehörigen Küstensiedlungen Ormos Koumeikon (Όρμος Κουμαιίκων (m. sg.), 45) und Velanidia (Βελανιδιά Κουμαιίκων (f. sg.), 10) 370 Einwohner, das Dorf selbst 315 Einwohner.
Nachbardörfer sind Neochori 2 km westlich und Skoureika etwa 5,5 km südwestlich. Olivenhaine bestimmen weithin das Landschaftsbild, in der Erzeugung von Olivenöl liegt das Haupteinkommen der Einwohner. Die kleinen Küstensiedlung Ormos Koumeikon, lokale Bezeichnung Balos (Μπάλος (m. sg.)) erstreckt sich entlang einer Uferstraße mit Ferienhäusern und Tavernen.
Die Lage von Koumeika nahe dem Meer von dort aber nicht sichtbar ist typisch für die älteren Dörfer von Samos und lässt auf die Besiedlung in der zweiten Hälfte des 16. Jahrhunderts schließen.
Mit der Umsetzung der Gemeindereform nach dem Kapodistrias-Programm im Jahr 1997 erfolgte die Eingliederung von Koumeika in die Gemeinde Marathokambos. Nach dem Zusammenschluss der ehemaligen Gemeinden der Insel nach der Verwaltungsreform 2010 zur Gemeinde Samos (Δήμος Σάμου Dímos Sámou), zählt Koumeika durch die Korrektur 2019 in zwei Gemeinden zur Gemeinde Dytiki Samos.
Einwohnerentwicklung von Koumeika
| Name            | griechischer Name         | Code       | 1913 | 1920 | 1928  | 1940 | 1951 | 1961 | 1971 | 1981 | 1991 | 2001 | 2011 |
| --------------- | ------------------------- | ---------- | ---- | ---- | ----- | ---- | ---- | ---- | ---- | ---- | ---- | ---- | ---- |
| Koumeika        | Κουμαίικα (n. pl.)        | 5602020301 | 995  | 966  | 972   | 931  | 687  | 623  | 491  | 398  | 356  | 372  | 323  |
| Velanidia       | Βελανιδιά (f. sg.)        | 5602020302 |      |      |       |      |      |      |      |      | 028  | 008  | 010  |
| Ormos Koumeikon | Όρμος Κουμαιίκων (m. sg.) | 5602020303 |      |      |       | 017  | -    | -    | -    | 049  | 033  | 022  | 043  |
| Gesamt          | Gesamt                    | 56020203   |      | 966  | 974 * | 948  | 687  | 623  | 491  | 447  | 417  | 402  | 376  |

*einschließlich Agias Kiouras mit 2 Einwohnern